# 坦豪森 (施泰尔马克州)
坦豪森（德語：Thannhausen）是奥地利施蒂利亚州魏茨县的一个市镇。总面积33.47平方公里，总人口2358人，人口密度70.5人/平方公里（2005年）。